# Paraphlegopteryx martynovi
Paraphlegopteryx martynovi är en nattsländeart som beskrevs av John S. Weaver III 1999. Paraphlegopteryx martynovi ingår i släktet Paraphlegopteryx och familjen kantrörsnattsländor. Inga underarter finns listade i Catalogue of Life.